# Виходна
Виходна (слч. Východná) насељено је мјесто са административним статусом сеоске општине (слч. obec) у округу Липтовски Микулаш, у Жилинском крају, Словачка Република.

## Становништво
| Година:    | 1994. | 2004.   | 2014.   | 2024.   |
| ---------- | ----- | ------- | ------- | ------- |
| Број људи: | 2352  | 2336    | 2172    | 2226    |
| Разлика:   |       | -0,68 % | -7,02 % | +2,48 % |

| Година:    | 2023. | 2024. |
| ---------- | ----- | ----- |
| Број људи: | 2226  | 2226  |
| Разлика:   |       | +0 %  |

Према подацима о броју становника из 2011. године насеље је имало 2.201 становника.